# Morti il 10 dicembre
| Questa pagina contiene informazioni ricavate automaticamente dalle voci biografiche con l'ausilio del template Bio e di un bot. L'aggiornamento è periodico e automatico e ricostruisce completamente la pagina. Se manca una persona in questa lista, sei pregato di non aggiungerla, ma accertati piuttosto che la sua voce biografica contenga il template Bio e che i dati anagrafici siano correttamente compilati. Se il template Bio manca, inseriscilo tu stesso o, in alternativa, metti l'avviso {{tmp\|Bio}} che ne segnala la mancanza. Se i dati riportati sono sbagliati, correggi direttamente la voce biografica; le modifiche saranno visibili in questa lista entro pochi giorni. Per chiarimenti vedi il progetto biografie. La lista contiene solo le 482 persone che sono citate nell'enciclopedia e per le quali è stato implementato correttamente il template Bio. Pagina aggiornata al 9 ago 2025. |

## III secolo(1)
- 253 - San Mercurio, centurione romano

## VIII secolo(1)
- 720 - Tommaso di Farfa, abate e santo franco

## X secolo(1)
- 949 - Ermanno I di Svevia, nobile tedesco

## XI secolo(3)
- 1041 - Michele IV il Paflagone, imperatore bizantino (n. 1010)
- 1077 - Cristodulo di Alessandria, arcivescovo cristiano orientale egiziano
- 1081 - Niceforo III Botaniate, imperatore bizantino

## XII secolo(3)
- 1114 - Luca di Melicuccà, vescovo cattolico e monaco cristiano italiano
- 1116 - Mainardo, vescovo cattolico italiano
- 1198 - Averroè, filosofo, medico e matematico arabo (n. 1126)

## XIV secolo(7)
- 1307 - Teodorico IV di Lusazia, nobile tedesco
- 1310 - Stefano I di Baviera, duca (n. 1271)
- 1311 - Etienne de Suisy, cardinale francese
- 1339 - Edvige di Kalisz, nobile polacca (n. 1266)
- 1362 - Federico d'Asburgo, nobile austriaco (n. 1347)
- 1363 - Elisabetta de Burgh, nobildonna britannica (n. 1332)
- 1396 - Elena Cantacuzena, imperatrice bizantina (n. 1333)

## XV secolo(2)
- 1475 - Paolo Uccello, pittore italiano (n. 1397)
- 1486 - Abū l-Hasan ibn ʿAlī al-Qalaṣādī, matematico e giurista arabo (n. 1412)

## XVI secolo(16)
- 1508 - Renato II di Lorena, nobile francese (n. 1451)
- 1522 - Santo Brasca, diplomatico e viaggiatore italiano (n. 1444)
- 1533 - Oberto Cattaneo Lazzari, doge (n. 1473)
- 1541 - Thomas Culpeper, inglese
- 1541 - Francis Dereham, inglese
- 1553 - Giovanni Domenico de Cupis, cardinale e vescovo cattolico italiano (n. 1493)
- 1561 - Kaspar Schwenckfeld, teologo tedesco (n. 1489)
- 1569 - Paul Eber, teologo tedesco (n. 1511)
- 1572 - Cornelis Musius, presbitero e poeta olandese (n. 1500)
- 1574 - Ascanio Condivi, pittore, scultore e scrittore italiano (n. 1525)
- 1590 - Cristina di Danimarca, principessa (n. 1522)
- 1591 - Edmund Gennings, presbitero inglese (n. 1567)
- 1591 - Polydore Plasden, presbitero inglese (n. 1563)
- 1591 - Swithun Wells, inglese
- 1591 - Eustachio White, presbitero inglese (n. 1559)
- 1594 - Jaime Jimeno de Lobera, vescovo cattolico spagnolo

## XVII secolo(15)
- 1610 - John Roberts, presbitero gallese
- 1616 - Diogo do Couto, storico portoghese (n. 1542)
- 1618 - Giulio Caccini, compositore e cantore italiano (n. 1551)
- 1624 - Ahmad Sirhindi, teologo indiano (n. 1564)
- 1626 - Edmund Gunter, matematico e astronomo inglese (n. 1581)
- 1630 - Orazio Riminaldi, pittore italiano (n. 1593)
- 1633 - Gaultier-Garguille, attore teatrale francese
- 1647 - Abe Masatsugu, militare giapponese (n. 1569)
- 1648 - Federico IV di Brunswick-Lüneburg, duca (n. 1574)
- 1652 - Matteo Peregrini, filosofo italiano (n. 1595)
- 1665 - Tarquinio Merula, compositore e organista italiano (n. 1595)
- 1673 - Angelo Petricca, missionario e scrittore italiano (n. 1601)
- 1679 - Francesco Barberini, cardinale italiano (n. 1597)
- 1692 - William Mountfort, attore teatrale e drammaturgo inglese (n. 1664)
- 1697 - Carlo I de Mari, nobile italiano (n. 1624)

## XVIII secolo(16)
- 1707 - Jacques-Nicolas de Colbert, arcivescovo cattolico francese (n. 1655)
- 1709 - Henry Howard, V conte di Suffolk, nobile inglese (n. 1627)
- 1718 - Stede Bonnet, pirata inglese (n. 1688)
- 1725 - Nicolaas Hartsoeker, matematico e fisico olandese (n. 1656)
- 1733 - Filippo Buonarroti, antiquario, numismatico e archeologo italiano (n. 1661)
- 1736 - António Manoel de Vilhena, portoghese (n. 1663)
- 1739 - Antonio Tarsia, scultore italiano
- 1740 - Giovanni Francesco Maria Marchi, compositore italiano (n. 1689)
- 1746 - Teodorico Pedrini, presbitero, missionario e musicista italiano (n. 1671)
- 1748 - Ewald Jürgen Georg von Kleist, scienziato tedesco (n. 1700)
- 1759 - Giuliano Marco Giampiccoli, incisore italiano (n. 1703)
- 1767 - John Leslie, X conte di Rothes, ufficiale scozzese (n. 1698)
- 1781 - Francisco Javier Delgado Venegas, cardinale e patriarca cattolico spagnolo (n. 1714)
- 1786 - Placido Imperiale, imprenditore italiano (n. 1727)
- 1788 - Joseph-Marie-François de Lassone, medico e chimico francese (n. 1717)
- 1788 - Jules Hercule Mériadec de Rohan-Guéméné, nobile francese (n. 1726)

## XIX secolo(58)
- 1801 - Louis-Philippe Mouchy, scultore francese (n. 1734)
- 1804 - Carlo Andrea Rana, architetto e matematico italiano (n. 1715)
- 1806 - Francesco Federico di Sassonia-Coburgo-Saalfeld, duca tedesco (n. 1750)
- 1808 - Delfino Muletti, storico e scrittore italiano (n. 1755)
- 1810 - Johann Christian Daniel von Schreber, entomologo e naturalista tedesco (n. 1739)
- 1811 - Pietro Gelalich, corsaro dalmata
- 1813 - André Jeanbon Saint André, politico e rivoluzionario francese (n. 1749)
- 1816 - Louis Marie Turreau, generale francese (n. 1756)
- 1818 - Hubert Maurer, pittore austriaco (n. 1738)
- 1822 - Bertrand Andrieu, medaglista francese (n. 1761)
- 1825 - Luigi Ercolani, cardinale italiano (n. 1758)
- 1829 - Anne-Louis-Henri de La Fare, cardinale e arcivescovo cattolico francese (n. 1752)
- 1830 - Paolo Mazzetti di Saluggia, nobile italiano (n. 1770)
- 1831 - Thomas Johann Seebeck, fisico estone (n. 1770)
- 1842 - Rowland Hill, I visconte Hill, generale e nobile britannico (n. 1772)
- 1844 - Anna Pepoli Sampieri, scrittrice e letterata italiana (n. 1783)
- 1846 - Federico Confalonieri, patriota italiano (n. 1785)
- 1847 - Giacomo Mellerio, politico e filantropo italiano (n. 1777)
- 1848 - Ferdinand von Colloredo-Mansfeld, politico austriaco (n. 1777)
- 1849 - Henry Herbert, III conte di Carnarvon, nobile e politico inglese (n. 1800)
- 1849 - Sebastiano Soldati, vescovo cattolico italiano (n. 1780)
- 1850 - François Sulpice Beudant, geologo, chimico e mineralogista francese (n. 1787)
- 1850 - Friedrich Siegmund Voigt, zoologo e botanico tedesco (n. 1781)
- 1851 - Karl Drais, inventore tedesco (n. 1785)
- 1853 - Tabitha Babbitt, inventrice statunitense (n. 1779)
- 1853 - Tommaso Grossi, scrittore, poeta e notaio italiano (n. 1790)
- 1855 - Carlo Giuseppe Beraudo di Pralormo, diplomatico e politico italiano (n. 1784)
- 1856 - Albano Tomaselli, pittore italiano (n. 1833)
- 1858 - Joseph Paul Gaimard, naturalista francese (n. 1796)
- 1861 - Alexis-Basile-Alexandre Menjaud, arcivescovo cattolico francese (n. 1791)
- 1864 - Henry Schoolcraft, geografo, geologo e etnologo statunitense (n. 1793)
- 1865 - Leopoldo I del Belgio, re (n. 1790)
- 1865 - Alessandro Manetti, ingegnere e architetto italiano (n. 1787)
- 1867 - Sakamoto Ryōma, samurai giapponese (n. 1836)
- 1868 - Friedrich Wilhelm Krummacher, teologo tedesco (n. 1796)
- 1870 - Nicolae Golescu, politico rumeno (n. 1810)
- 1871 - Édouard Desplechin, scenografo francese (n. 1802)
- 1871 - Giuseppe Ignazio Montanari, letterato italiano (n. 1801)
- 1872 - Étienne Arnal, attore teatrale francese (n. 1794)
- 1875 - Ōtagaki Rengetsu, monaca buddista, poeta e ceramista giapponese (n. 1791)
- 1877 - Federico Ricci, compositore italiano (n. 1809)
- 1880 - Marcantonio Durando, presbitero italiano (n. 1801)
- 1881 - John O'Donovan, scrittore e glottologo irlandese (n. 1806)
- 1881 - Konstantin Andreevič Thon, architetto russo (n. 1794)
- 1882 - Alexander Gardner, fotografo e gioielliere scozzese (n. 1821)
- 1884 - Jules Bastien-Lepage, pittore francese (n. 1848)
- 1884 - Eduard Rüppell, naturalista, zoologo e esploratore tedesco (n. 1794)
- 1886 - Giovanni Busato, pittore italiano (n. 1806)
- 1886 - Marco Minghetti, politico, diplomatico e giornalista italiano (n. 1818)
- 1889 - Lorenzo Respighi, astronomo italiano (n. 1824)
- 1895 - Orazio Focardi, funzionario e statistico italiano
- 1895 - William Penny Brookes, medico e botanico britannico (n. 1809)
- 1896 - Augusto Barazzuoli, politico e avvocato italiano (n. 1830)
- 1896 - Achille Fagioli, politico italiano (n. 1843)
- 1896 - Alfred Nobel, chimico, imprenditore e filantropo svedese (n. 1833)
- 1898 - William Black, scrittore britannico (n. 1841)
- 1898 - Abigail Bush, attivista statunitense (n. 1810)
- 1899 - Hans Feodor von Milde, baritono austriaco (n. 1821)

## XX secolo(236)
- 1902 - Antonio D'Achiardi, mineralogista italiano (n. 1839)
- 1902 - Arthur Gundaccar von Suttner, scrittore e pacifista austriaco (n. 1850)
- 1904 - Emilio Casa, medico e storico italiano (n. 1819)
- 1906 - Behanzin, re (n. 1844)
- 1906 - Karl Schönborn, chirurgo tedesco (n. 1840)
- 1908 - Bhavsinhji Madhavsinhji, indiano (n. 1867)
- 1909 - Arsenio da Trigolo, presbitero italiano (n. 1849)
- 1909 - Nuvola Rossa, condottiero nativo americano (n. 1822)
- 1911 - Joseph Dalton Hooker, botanico inglese (n. 1817)
- 1912 - Román Ongpin, imprenditore filippino (n. 1847)
- 1913 - Angelo Rossi, politico italiano (n. 1838)
- 1913 - Seniye Hanimsultan, principessa ottomana (n. 1843)
- 1914 - Robert Williams, arciere statunitense (n. 1841)
- 1915 - Generoso Calenzio, storico e presbitero italiano (n. 1836)
- 1915 - Alfonso Perrella, storico e scrittore italiano (n. 1849)
- 1916 - Antonio Lazzaro Fontana, calciatore italiano (n. 1892)
- 1916 - Thomas Benjamin Kennington, pittore britannico (n. 1856)
- 1916 - Ōyama Iwao, generale e politico giapponese (n. 1842)
- 1917 - Mackenzie Bowell, politico canadese (n. 1823)
- 1917 - Carlo Dell'Avalle, politico italiano (n. 1861)
- 1918 - Willis George Emerson, scrittore e politico statunitense (n. 1856)
- 1919 - Cedric Howell, aviatore australiano (n. 1896)
- 1919 - Ruggiero Maurigi, imprenditore, politico e patriota italiano (n. 1843)
- 1919 - Franz Steindachner, zoologo austriaco (n. 1834)
- 1921 - George Ashlin, architetto irlandese (n. 1837)
- 1922 - Federigo Grossi, politico italiano (n. 1838)
- 1922 - Clement Lindley Wragge, meteorologo britannico (n. 1852)
- 1922 - David McMackon, tiratore a volo canadese (n. 1858)
- 1923 - Thomas George Bonney, geologo inglese (n. 1833)
- 1923 - Carl Flügge, batteriologo e igienista tedesco (n. 1847)
- 1923 - Thomas Shaughnessy, I barone Shaughnessy, imprenditore canadese (n. 1853)
- 1924 - Ludovico Gioja, diplomatico italiano (n. 1845)
- 1925 - Enrico Cefalo, magistrato e politico italiano (n. 1838)
- 1925 - Douglas Graham, V duca di Montrose, militare scozzese (n. 1852)
- 1926 - Nikola Pašić, politico serbo (n. 1845)
- 1926 - Peter Remondino, medico e avvocato italiano (n. 1846)
- 1926 - Addison Emery Verrill, zoologo statunitense (n. 1839)
- 1927 - Thomas Frederick Crane, linguista statunitense (n. 1844)
- 1927 - Luigi Dorigo, avvocato e politico italiano (n. 1850)
- 1927 - Young Griffo, pugile australiano (n. 1871)
- 1928 - Charles Rennie Mackintosh, architetto, designer e pittore scozzese (n. 1868)
- 1929 - Frederick Abberline, poliziotto britannico (n. 1843)
- 1929 - Luigi Ambrosini, scrittore e giornalista italiano (n. 1883)
- 1929 - Harry Crosby, poeta e editore statunitense (n. 1898)
- 1929 - Franz Rosenzweig, filosofo tedesco (n. 1886)
- 1930 - Sergej Gavrilovič Navašin, chimico e botanico russo (n. 1857)
- 1931 - Enrico Corradini, scrittore e politico italiano (n. 1865)
- 1931 - Dino Garrone, critico letterario e scrittore italiano (n. 1904)
- 1931 - Camillo Supino, economista italiano (n. 1860)
- 1933 - János Hadik, politico ungherese (n. 1863)
- 1934 - Giovanni Giannetti, compositore italiano (n. 1869)
- 1934 - Theobald Smith, medico e batteriologo statunitense (n. 1859)
- 1936 - Luigi Pirandello, drammaturgo, scrittore e poeta italiano (n. 1867)
- 1937 - Vittorio Barberis, militare e aviatore italiano (n. 1915)
- 1937 - Robert Bolder, attore britannico (n. 1859)
- 1937 - Elvira de Gresti, scrittrice, pianista e compositrice italiana (n. 1846)
- 1937 - Francesco Matarazzo, imprenditore italiano (n. 1854)
- 1937 - Rosa Valetti, attrice e cabarettista tedesca (n. 1876)
- 1938 - Victor Archenoul, cavaliere francese (n. 1871)
- 1938 - Paul Morgan, attore austriaco (n. 1886)
- 1938 - Mario Pilati, compositore e musicista italiano (n. 1903)
- 1939 - John Grieb, ginnasta e multiplista statunitense (n. 1879)
- 1939 - Adolfo Mabellini, bibliotecario e letterato italiano (n. 1862)
- 1940 - William V. Mong, attore, regista e sceneggiatore statunitense (n. 1875)
- 1940 - María Emilia Riquelme y Zayas, religiosa spagnola (n. 1847)
- 1940 - Gianna Terribili-Gonzales, attrice italiana (n. 1882)
- 1941 - Pasquale Camassa, presbitero, bibliotecario e storico italiano (n. 1858)
- 1941 - Albert Döderlein, ginecologo tedesco (n. 1860)
- 1941 - John Catterall Leach, militare e marinaio britannico (n. 1894)
- 1941 - Thomas Phillips, ammiraglio britannico (n. 1888)
- 1944 - Marcello Govoni, tenore, baritono e regista italiano (n. 1885)
- 1944 - Eugenio Massi, missionario e vescovo cattolico italiano (n. 1875)
- 1944 - Luigi Nostro, presbitero, storico e poeta italiano (n. 1866)
- 1944 - Paul Otlet, bibliografo belga (n. 1868)
- 1944 - Ulrich Wilcken, storico e papirologo tedesco (n. 1862)
- 1945 - Theodor Dannecker, militare e criminale di guerra tedesco (n. 1913)
- 1945 - Jacob Levin, calciatore svedese (n. 1890)
- 1945 - Manuel de Argüelles, politico e banchiere spagnolo (n. 1875)
- 1945 - Antonio Sapuppo Asmundo, politico italiano (n. 1858)
- 1946 - Frederick William Frohawk, zoologo inglese (n. 1861)
- 1946 - Walter Johnson, giocatore di baseball e allenatore di baseball statunitense (n. 1887)
- 1946 - Damon Runyon, scrittore e giornalista statunitense (n. 1880)
- 1946 - José Sevenants, pianista e compositore belga (n. 1868)
- 1947 - Rino De Nobili Di Vezzano, diplomatico e politico italiano (n. 1899)
- 1947 - George Mozart, attore, sceneggiatore e regista britannico (n. 1864)
- 1947 - Pierre Petit de Julleville, cardinale e arcivescovo cattolico francese (n. 1876)
- 1948 - Francesco Bartolomeo DeLeone, compositore statunitense (n. 1887)
- 1948 - Na Hye-sok, pittrice, scrittrice e poetessa coreana (n. 1896)
- 1949 - Luigi Berzolari, matematico italiano (n. 1863)
- 1949 - Antonietta Giacomelli, educatrice, giornalista e scrittrice italiana (n. 1857)
- 1949 - Duncan Stewart, politico britannico (n. 1904)
- 1950 - Giuseppe Firrao, politico italiano (n. 1895)
- 1950 - Semën Ljudvigovič Frank, filosofo e psicologo russo (n. 1877)
- 1950 - Kim Kyu-sik, politico e patriota sudcoreano (n. 1881)
- 1950 - Bruno Sanguinetti, politico italiano (n. 1909)
- 1951 - Algernon Blackwood, scrittore britannico (n. 1869)
- 1951 - Anton Durcovici, vescovo cattolico e beato austriaco (n. 1888)
- 1953 - Enrico Damiani, slavista e traduttore italiano (n. 1892)
- 1953 - Mauritz von Strachwitz, generale tedesco (n. 1898)
- 1956 - Hugh Cecil, I barone Quickswood, politico britannico (n. 1869)
- 1956 - Angelo Rescalli, presbitero e pittore italiano (n. 1884)
- 1957 - Maurice McLoughlin, tennista statunitense (n. 1890)
- 1957 - Giuseppe Ovio, medico e politico italiano (n. 1863)
- 1957 - Antal Pallavicini, nobile e militare ungherese (n. 1922)
- 1958 - Antonio Trapani Lombardo, politico italiano (n. 1876)
- 1959 - Henri Vidal, attore francese (n. 1919)
- 1960 - Ernie Quigley, arbitro di pallacanestro, arbitro di football americano e arbitro di baseball canadese (n. 1880)
- 1960 - Mado Robin, soprano francese (n. 1918)
- 1962 - Domenico Giorda, calciatore italiano (n. 1894)
- 1962 - Herbert Kemmer, hockeista su prato tedesco (n. 1905)
- 1964 - Lars Christensen, armatore e filantropo norvegese (n. 1884)
- 1964 - Charles Samuel Franklin, inventore inglese (n. 1879)
- 1965 - Henry Cowell, compositore, teorico musicale e pianista statunitense (n. 1897)
- 1965 - Luigi Maiocco, ginnasta italiano (n. 1892)
- 1966 - Hans Jørgen Hansen, hockeista su prato danese (n. 1879)
- 1967 - Joel W. Bunkley, ammiraglio statunitense (n. 1887)
- 1967 - Armand Lenoir, ciclista su strada belga (n. 1884)
- 1967 - Otis Redding, cantante statunitense (n. 1941)
- 1968 - Karl Barth, teologo e pastore protestante svizzero (n. 1886)
- 1968 - Pablo de Rokha, poeta cileno (n. 1894)
- 1968 - Thomas Merton, scrittore e monaco cristiano statunitense (n. 1915)
- 1968 - Tian Han, drammaturgo e poeta cinese (n. 1898)
- 1969 - Calogero Bagarella, mafioso italiano (n. 1935)
- 1969 - Armando Bellolio, calciatore e allenatore di calcio italiano (n. 1897)
- 1969 - Franco Capuana, direttore d'orchestra italiano (n. 1894)
- 1969 - Michele Cavataio, mafioso italiano (n. 1929)
- 1969 - Leigh Harline, compositore statunitense (n. 1907)
- 1969 - Mark-Lee Kirk, scenografo statunitense (n. 1895)
- 1969 - Walter Lichel, generale tedesco (n. 1885)
- 1970 - Guido Grandi, entomologo italiano (n. 1886)
- 1970 - Franco Sportelli, attore italiano (n. 1908)
- 1970 - Willem van de Poll, fotografo olandese (n. 1895)
- 1971 - Don Marino Barreto Junior, cantautore e contrabbassista cubano (n. 1925)
- 1971 - Gotthard Heinrici, generale tedesco (n. 1886)
- 1972 - Mark Van Doren, poeta e critico letterario statunitense (n. 1894)
- 1972 - Béla Károly, calciatore e allenatore di calcio ungherese (n. 1893)
- 1972 - Semën Isaakovič Kirsanov, poeta russo (n. 1906)
- 1972 - Edward Neville Syfret, ammiraglio britannico (n. 1889)
- 1973 - Luigina Bonfanti, velocista e lunghista italiana (n. 1907)
- 1973 - Earle Foxe, attore statunitense (n. 1891)
- 1974 - Pierre Asso, attore francese (n. 1904)
- 1974 - Gino Bonzi, calciatore italiano (n. 1911)
- 1974 - Paul Richards, attore statunitense (n. 1924)
- 1974 - Aristodemo Santamaria, calciatore italiano (n. 1892)
- 1975 - Gerardo Bruni, bibliotecario e politico italiano (n. 1896)
- 1975 - Boy Charlton, nuotatore australiano (n. 1907)
- 1975 - Giovanni Zucca, calciatore italiano (n. 1907)
- 1976 - Tullio Abelli, politico italiano (n. 1921)
- 1976 - Harold French Dodge, statistico statunitense (n. 1893)
- 1976 - Nino Martini, tenore e attore italiano (n. 1902)
- 1977 - Ethel Roosevelt Derby, statunitense (n. 1891)
- 1977 - Adolph Rupp, allenatore di pallacanestro statunitense (n. 1901)
- 1977 - Franco Volonté, partigiano, sindacalista e operaio italiano (n. 1912)
- 1978 - Emilio Portes Gil, politico messicano (n. 1890)
- 1978 - Fausto Tozzi, attore e sceneggiatore italiano (n. 1921)
- 1978 - Ed Wood, regista, sceneggiatore e produttore cinematografico statunitense (n. 1924)
- 1979 - Rossana Beccari, cantante italiana (n. 1927)
- 1979 - Ann Dvorak, attrice statunitense (n. 1911)
- 1979 - Serafino Ferruzzi, imprenditore italiano (n. 1908)
- 1979 - Gyula Wilhelm, calciatore ungherese (n. 1901)
- 1980 - Benedetto di Gerusalemme, vescovo ortodosso greco (n. 1892)
- 1980 - Gevheri Sultan, principessa ottomana (n. 1904)
- 1980 - Philip MacDonald, scrittore britannico (n. 1900)
- 1980 - Ilie Subășeanu, calciatore rumeno (n. 1906)
- 1982 - Raúl Banfi, calciatore uruguaiano (n. 1914)
- 1982 - Roy Webb, compositore statunitense (n. 1888)
- 1983 - Dorothy Cumming, attrice australiana (n. 1895)
- 1983 - Francesco Solinas, presbitero, religioso e pedagogo italiano (n. 1911)
- 1984 - Þorsteinn Hjálmarsson, pallanuotista islandese (n. 1911)
- 1984 - Georges Stockly, cestista svizzero (n. 1916)
- 1985 - Zacharie Tshimanga Wa Tshibangu, storico e scrittore della Repubblica Democratica del Congo (n. 1941)
- 1986 - Géza Bajári, cestista ungherese (n. 1919)
- 1986 - Susan Cabot, attrice statunitense (n. 1927)
- 1986 - Ricardo Carmona, fisico spagnolo (n. 1948)
- 1986 - Bruno Mora, calciatore e allenatore di calcio italiano (n. 1937)
- 1986 - Rino Pucci, pistard italiano (n. 1922)
- 1986 - Victor Guillermo Ramos Rangel, musicista e compositore venezuelano (n. 1911)
- 1987 - Giovanni Arpino, scrittore, giornalista e poeta italiano (n. 1927)
- 1987 - Pasquale Bacile, vescovo cattolico italiano (n. 1916)
- 1987 - Jascha Heifetz, violinista russo (n. 1901)
- 1987 - Carlota Jaramillo, cantante ecuadoriana (n. 1904)
- 1987 - Slim Lonsdorf, cestista statunitense (n. 1905)
- 1987 - Maria Padula, pittrice e scrittrice italiana (n. 1915)
- 1987 - Denis Sanders, regista statunitense (n. 1929)
- 1987 - Slam Stewart, contrabbassista statunitense (n. 1914)
- 1988 - Richard S. Castellano, attore statunitense (n. 1933)
- 1988 - Alfredo Monaco, medico e antifascista italiano (n. 1910)
- 1988 - Roman Schramseis, calciatore e allenatore di calcio austriaco (n. 1906)
- 1989 - Maria Teresa Albani, attrice italiana (n. 1921)
- 1989 - Aldo Alessandrini, militare e aviatore italiano (n. 1907)
- 1989 - Sam Barkas, calciatore inglese (n. 1909)
- 1989 - Paul Collaer, musicologo, pianista e direttore d'orchestra belga (n. 1891)
- 1989 - Robin Hughes, attore inglese (n. 1920)
- 1990 - Yves Devernay, organista e compositore francese (n. 1937)
- 1990 - Armand Hammer, imprenditore statunitense (n. 1898)
- 1990 - Carl Jamissen, calciatore norvegese (n. 1910)
- 1990 - Dorothea Kent, attrice statunitense (n. 1916)
- 1990 - Marino Morettini, pistard italiano (n. 1931)
- 1991 - Tippy Larkin, pugile statunitense (n. 1917)
- 1991 - Giuseppe Luraghi, dirigente d'azienda italiano (n. 1905)
- 1991 - Franco Maria Malfatti, politico e giornalista italiano (n. 1927)
- 1991 - Orlando Rao, calciatore e allenatore di calcio argentino (n. 1926)
- 1991 - Gustav Schäfer, canottiere tedesco (n. 1906)
- 1992 - Josephine McKim, nuotatrice statunitense (n. 1910)
- 1992 - Jacques Perret, scrittore e sceneggiatore francese (n. 1901)
- 1993 - Maria Dominiani, attrice italiana (n. 1913)
- 1993 - Licio Rossetti, calciatore italiano (n. 1925)
- 1993 - Alice Tully, soprano e filantropa statunitense (n. 1902)
- 1993 - Miljan Zeković, calciatore jugoslavo (n. 1925)
- 1994 - Henry Bernard, architetto e urbanista francese (n. 1912)
- 1994 - Jiří Marek, scrittore, docente e giornalista ceco (n. 1914)
- 1994 - Salvatore Rindone, politico italiano (n. 1924)
- 1994 - Adalbert Steiner, calciatore rumeno (n. 1907)
- 1995 - Nereo Alfieri, archeologo italiano (n. 1914)
- 1995 - Bonvi, fumettista italiano (n. 1941)
- 1995 - Pierre Doukan, violinista e docente francese (n. 1927)
- 1995 - Oberdan Orlandi, calciatore italiano (n. 1929)
- 1995 - Lionello Santi, produttore cinematografico italiano (n. 1918)
- 1996 - Faron Young, cantante statunitense (n. 1932)
- 1997 - Anatoli Banişevski, allenatore di calcio e calciatore sovietico (n. 1946)
- 1997 - Vincent Hložník, pittore, grafico e illustratore slovacco (n. 1919)
- 1997 - Evgenij Majorov, hockeista su ghiaccio sovietico (n. 1938)
- 1997 - Eve McVeagh, attrice statunitense (n. 1919)
- 1998 - Peter Bosa, politico e dirigente sportivo italiano (n. 1927)
- 1998 - Bob Dille, cestista e allenatore di pallacanestro statunitense (n. 1917)
- 1999 - Alessandro Agrimi, avvocato e politico italiano (n. 1923)
- 1999 - Rick Danko, bassista e cantante canadese (n. 1943)
- 1999 - Pietro De Vico, attore italiano (n. 1911)
- 1999 - Guido Farina, compositore italiano (n. 1903)
- 1999 - Jean-Claude Michel, attore e doppiatore francese (n. 1925)
- 1999 - Rinaldo Pigola, pittore e scultore italiano (n. 1918)
- 1999 - Niccolò Tucci, scrittore e giornalista italiano (n. 1908)
- 1999 - Franjo Tuđman, politico e militare croato (n. 1922)
- 2000 - José Águas, calciatore e allenatore di calcio portoghese (n. 1930)
- 2000 - James Thomas McHugh, vescovo cattolico statunitense (n. 1932)
- 2000 - Marie Windsor, attrice statunitense (n. 1919)

## XXI secolo(123)
- 2001 - Ashok Kumar, attore indiano (n. 1911)
- 2001 - Gus Doerner, allenatore di pallacanestro e cestista statunitense (n. 1922)
- 2002 - Guido Beltrame, storico e storico dell'arte italiano (n. 1918)
- 2002 - Sergio Gigli, politico e sindacalista italiano (n. 1921)
- 2002 - Átila Iório, attore brasiliano (n. 1921)
- 2002 - Luciano Luberti, criminale e militare italiano (n. 1921)
- 2002 - Ian MacNaughton, produttore cinematografico, regista e attore inglese (n. 1925)
- 2002 - Julie Schmitt, ginnasta tedesca (n. 1913)
- 2002 - Claudio Varese, critico letterario e filologo italiano (n. 1909)
- 2003 - Elizabeth Harrower, attrice e sceneggiatrice statunitense (n. 1918)
- 2003 - Sean McClory, attore irlandese (n. 1924)
- 2003 - Ettore Perazzoli, informatico italiano (n. 1974)
- 2003 - Raúl Savoy, calciatore argentino (n. 1940)
- 2003 - Michele Dicran Sirinian, ingegnere e militare italiano (n. 1923)
- 2004 - Bruno Arcari, calciatore e allenatore di calcio italiano (n. 1915)
- 2004 - Norman Borrett, hockeista su prato britannico (n. 1917)
- 2004 - Edoardo Gellner, architetto italiano (n. 1909)
- 2004 - Nito Veiga, allenatore di calcio e calciatore argentino (n. 1928)
- 2004 - Gary Webb, giornalista statunitense (n. 1955)
- 2005 - Mary Jackson, attrice statunitense (n. 1910)
- 2005 - Eugene McCarthy, politico e poeta statunitense (n. 1916)
- 2005 - Richard Pryor, comico, cabarettista e attore statunitense (n. 1940)
- 2006 - Luigi Ornaghi, attore italiano (n. 1931)
- 2006 - Salvatore Pappalardo, cardinale e arcivescovo cattolico italiano (n. 1918)
- 2006 - Augusto Pinochet, generale e politico cileno (n. 1915)
- 2007 - Valerij Korolenkov, calciatore sovietico (n. 1939)
- 2007 - Ashleigh Aston Moore, attrice canadese (n. 1981)
- 2007 - Al Moschetti, cestista statunitense (n. 1920)
- 2008 - Varese Antoni, politico italiano (n. 1921)
- 2008 - Massimo Baldini, filosofo italiano (n. 1947)
- 2008 - Henning Christiansen, compositore e artista danese (n. 1932)
- 2008 - Edimo Mura, pittore e incisore italiano (n. 1933)
- 2008 - Bruno Orzan, calciatore italiano (n. 1927)
- 2009 - Silvia Dell'Orso, giornalista, saggista e storica dell'arte italiana (n. 1956)
- 2009 - John Gingell, ufficiale inglese (n. 1925)
- 2010 - Filadelfio Basile, politico italiano (n. 1957)
- 2010 - Marcel Domingo, calciatore e allenatore di calcio francese (n. 1924)
- 2010 - Ernst Engelberg, storico tedesco (n. 1909)
- 2010 - John Bennett Fenn, chimico statunitense (n. 1917)
- 2010 - Norm Gratton, hockeista su ghiaccio canadese (n. 1950)
- 2010 - Dino Mele, attore italiano (n. 1943)
- 2010 - John Rousakis, politico statunitense (n. 1929)
- 2010 - Jacques Swaters, pilota di Formula 1 belga (n. 1926)
- 2011 - Jolanda Rossin, cantante italiana (n. 1940)
- 2011 - Ernst Specker, matematico svizzero (n. 1920)
- 2012 - Iajuddin Ahmed, politico bangladese (n. 1931)
- 2012 - Lisa Della Casa, soprano svizzero (n. 1919)
- 2012 - Marla English, attrice statunitense (n. 1935)
- 2012 - Ed Grady, attore e insegnante statunitense (n. 1923)
- 2012 - Vittoria Ottolenghi, scrittrice, giornalista e saggista italiana (n. 1924)
- 2012 - Gian Carlo Roscioni, critico letterario, scrittore e curatore editoriale italiano (n. 1927)
- 2012 - Nevio Scalamera, calciatore italiano (n. 1924)
- 2013 - William Catellani, pittore e incisore italiano (n. 1920)
- 2013 - Michel Chaillou, scrittore francese (n. 1930)
- 2013 - Jim Hall, chitarrista statunitense (n. 1930)
- 2013 - Rossana Podestà, attrice italiana (n. 1934)
- 2014 - Ralph Giordano, scrittore e pubblicista tedesco (n. 1923)
- 2014 - Américo Murolo, calciatore brasiliano (n. 1932)
- 2014 - Otto Pöggeler, filosofo tedesco (n. 1928)
- 2014 - Gerard Vianen, ciclista su strada belga (n. 1944)
- 2015 - Roswitha Bitterlich, pittrice, grafica e poetessa austriaca (n. 1920)
- 2015 - Marina Bonfigli, attrice italiana (n. 1930)
- 2015 - Maurizio Bruno, calciatore e allenatore di calcio italiano (n. 1933)
- 2015 - Luigi Mazzei, politico italiano (n. 1929)
- 2015 - Dolph Schayes, cestista e allenatore di pallacanestro statunitense (n. 1928)
- 2015 - Sandro Sussi, artista italiano (n. 1963)
- 2016 - Carmen Artocchini, pubblicista italiana (n. 1925)
- 2016 - Peter Brabrook, calciatore inglese (n. 1937)
- 2016 - George Klein, biologo ungherese (n. 1925)
- 2016 - Sergej Mikaėljan, regista sovietico (n. 1923)
- 2016 - Luciano Nobili, calciatore italiano (n. 1933)
- 2016 - William Usery Jr., politico statunitense (n. 1923)
- 2017 - Bruce Brown, regista, sceneggiatore e produttore cinematografico statunitense (n. 1937)
- 2017 - Bette Cooper, modella statunitense (n. 1920)
- 2017 - Angry Grandpa, youtuber statunitense (n. 1950)
- 2017 - Ray Kassar, imprenditore statunitense (n. 1928)
- 2017 - Elio Morselli, giurista italiano (n. 1927)
- 2017 - Viktor Potapov, velista russo (n. 1947)
- 2017 - Antonio Riboldi, vescovo cattolico italiano (n. 1923)
- 2017 - Piero Schivazappa, regista e sceneggiatore italiano (n. 1935)
- 2017 - Ivan Stojanov, calciatore bulgaro (n. 1949)
- 2017 - Renzo Suozzi, calciatore italiano (n. 1922)
- 2017 - Eva Todor, danzatrice e attrice ungherese (n. 1919)
- 2018 - Alvin Epstein, attore, mimo e regista teatrale statunitense (n. 1925)
- 2018 - Fazio Fabbrini, politico e partigiano italiano (n. 1926)
- 2018 - Robert Spaemann, filosofo e teologo tedesco (n. 1927)
- 2018 - Xavier Tilliette, filosofo, storico della filosofia e teologo francese (n. 1921)
- 2019 - Albert Bertelsen, pittore danese (n. 1921)
- 2019 - Frederick B. Dent, politico statunitense (n. 1922)
- 2019 - Gershon Kingsley, compositore tedesco (n. 1922)
- 2019 - Jurij Michajlovič Lužkov, politico russo (n. 1936)
- 2019 - Philip McKeon, attore e produttore cinematografico statunitense (n. 1964)
- 2019 - Jim Smith, calciatore, allenatore di calcio e dirigente sportivo inglese (n. 1940)
- 2020 - Sandro Brugnolini, compositore, giornalista e critico musicale italiano (n. 1931)
- 2020 - Jim Fleming, calciatore scozzese (n. 1942)
- 2020 - Tommy Lister, attore e wrestler statunitense (n. 1958)
- 2020 - José Mario Ruiz Navas, arcivescovo cattolico ecuadoriano (n. 1930)
- 2020 - Giuliano Silvestri, politico italiano (n. 1942)
- 2020 - Michele Taruffo, giurista italiano (n. 1943)
- 2020 - Barbara Windsor, attrice britannica (n. 1937)
- 2021 - Maurizio Monti, paroliere e cantautore italiano (n. 1941)
- 2021 - Michael Nesmith, cantautore e produttore cinematografico statunitense (n. 1942)
- 2021 - Joachim Schmiedl, presbitero e teologo tedesco (n. 1958)
- 2022 - John Aler, tenore statunitense (n. 1949)
- 2022 - Beryl Grey, ballerina britannica (n. 1927)
- 2022 - Kihnu Virve, cantante estone (n. 1928)
- 2022 - Antonio Mazzone, politico italiano (n. 1934)
- 2022 - Tshala Muana, cantante della Repubblica Democratica del Congo (n. 1958)
- 2022 - Corrado Sforza Fogliani, banchiere italiano (n. 1938)
- 2022 - Paul Silas, cestista e allenatore di pallacanestro statunitense (n. 1943)
- 2022 - Grant Wahl, giornalista statunitense (n. 1973)
- 2023 - Michael Blakemore, regista teatrale australiano (n. 1928)
- 2023 - Julian Carroll, politico statunitense (n. 1931)
- 2023 - David Drake, scrittore di fantascienza statunitense (n. 1945)
- 2023 - Gao Yaojie, ginecologa cinese (n. 1927)
- 2023 - Guidone, cantante e numismatico italiano (n. 1938)
- 2023 - Barbara Iglewski, microbiologa e immunologa statunitense (n. 1938)
- 2023 - Graziella Magherini, psicoanalista italiana (n. 1927)
- 2023 - Norby Walters, imprenditore statunitense (n. 1932)
- 2023 - Syd Millar, rugbista a 15, allenatore di rugby a 15 e dirigente sportivo britannico (n. 1934)
- 2023 - Marija Pisareva, altista sovietica (n. 1933)
- 2024 - Michael Cole, attore statunitense (n. 1940)
- 2024 - Mahieddine Khalef, allenatore di calcio algerino (n. 1944)